# Thermophilibacter gallinarum
Thermophilibacter gallinarum es una bacteria grampositiva del género Thermophilibacter. Fue descrita en el año 2021. Su etimología hace referencia a gallina. Conocida anteriormente como Olsenella gallinarum. Es anaerobia e inmóvil. Tiene un tamaño de 0,4 μm de ancho por 1-1,6 μm de largo. Crece en forma de cadenas. Temperatura de crecimiento óptima de 37 °C. Tiene un contenido de G+C de 68%. Se ha aislado del colon de un pollo en Alemania. 